# ليونارد ستينيغر
ليونارد هيس ستينيغر (بالنرويجية: Leonhard Stejneger‏) (و. 1851 - 1943 م) هو أحيائي، وعالم حيواني، وعالم طيور، وكاتب سير نرويجي. ولد في برغن. وكان عضواً في الأكاديمية الوطنية للعلوم .
توفي في واشنطن العاصمة، عن عمر يناهز 92 عاماً.

## التعليم
تعلم في جامعة أوسلو

## الجوائز
حصل على جوائز منها:
- نيشان القديس أولاف من رتبة قائد.